# NGC 7642
NGC 7642 est une vaste galaxie spirale située dans la constellation des Poissons. Sa vitesse par rapport au fond diffus cosmologique est de 8 583 ± 28 km/s, ce qui correspond à une distance de Hubble de 126,6 ± 8,9 Mpc (∼413 millions d'al). NGC 7642 a été découverte par l'astronome allemand Albert Marth en 1864.
La classe de luminosité de NGC 7642 est I et elle présente une large raie HI. La base de données Simbad indique que NGC 7642 est une galaxie à faible brillance de surface en se basant sur un article publié en 1996. Cependant, aucune autre source ne mentionne cette caractéristique et le calcul de sa brillance de surface avec des données récentes indique qu'il ne s'agit pas d'une galaxie à faible brillance de surface. 
La distance de Hubble de la galaxie PGC 71266 située à proximité sur la sphère céleste est égale à 126,60 ± 8,87 Mpc (∼413 millions d'al). Cette distance est presque la même que celle de NGC 7642. Ces deux galaxies pourraient donc former une paire réelle, mais il est étonnant qu'aucune des sources consultées ne le mentionnent.